# Селеноцентрична орбита
Селеноцентрична орбита или лунарна орбита се односи се на орбиту неког тела које кружи око Месеца.
У селелноцентричној орбити могу се наћи разне роботизоване летелице или оне са људском посадом (летелице из Луна мисија или Аполо програма). Селеноцентрична орбита има своје параметре:
- Апоапсис-најдаља тачка од површине Месеца неке орбите, такође позната и као аполуна, апосинтион или апоселен
- Периапсис-најближа тачка површини Месеца неке орбите, такође се зове перилуна, перисинтион или периселен

За истраживање Месеца најзанимљивије су ниске лунарне орбите (Low Lunar orbit (LLO)) испод 100 километара висине, мада су веома нестабилне и пуне претурбација због гравитације Месеца.

### Летелице које су биле у селеноцентричној орбити
- Луна 10
- Луна 21
- Луна 9
- Луна 17
- Луна 20
- Луна 16
- Лунарни орбитер 1
- Лунарни орбитер 2
- Лунарни орбитер 3
- Лунарни орбитер 4
- Лунарни орбитер 5
- Аполо 14
- Аполо 15
- Аполо 16
- Аполо 9
- Аполо 17
- Аполо 8